# William A. Russell

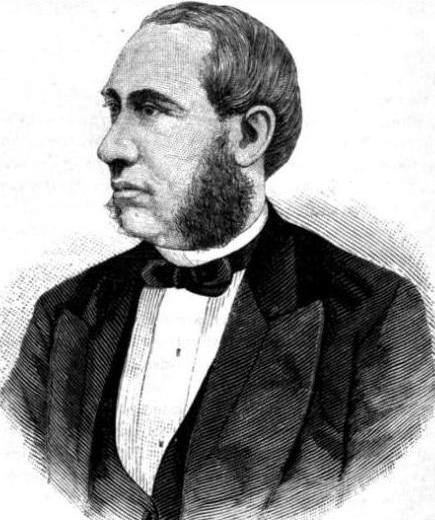
William A. Russell

William Augustus Russell (* 22. April 1831 in Wells River, Vermont; † 10. Januar 1899 in Boston, Massachusetts) war ein US-amerikanischer Politiker. Zwischen 1879 und 1885 vertrat er den Bundesstaat Massachusetts im US-Repräsentantenhaus.

## Werdegang
William Russell erhielt in Franklin (New Hampshire) eine akademische Schulausbildung und wurde später in Exeter in der Papierherstellung tätig. 1852 zog er nach Lawrence in Massachusetts, wo er in der gleichen Branche arbeitete. Gleichzeitig schlug er als Mitglied der Republikanischen Partei eine politische Laufbahn ein. 1869 war er Abgeordneter im Repräsentantenhaus von Massachusetts. In den Jahren 1868 und 1876 war er Delegierter zu den jeweiligen Republican National Conventions, auf denen Ulysses S. Grant und später Rutherford B. Hayes als Präsidentschaftskandidaten nominiert wurden.
Bei den Kongresswahlen des Jahres 1878 wurde Russell im siebten Wahlbezirk von Massachusetts in das US-Repräsentantenhaus in Washington, D.C. gewählt, wo er am 4. März 1879 die Nachfolge von Benjamin Franklin Butler antrat. Nach zwei Wiederwahlen konnte er bis zum 3. März 1885 drei Legislaturperioden im Kongress absolvieren. Seit 1883 vertrat er als Nachfolger von John W. Candler den achten Distrikt seines Staates. Nach dem Ende seiner Zeit im US-Repräsentantenhaus betätigte sich Russell wieder als Papierhersteller. Er starb am 10. Januar 1899 in Boston.